# Sakir-Har
Sakir-Har (également transcrit Seker-Har ou Skr-Hr) est un roi hyksôs de la XVe dynastie, attesté par une inscription découverte dans les années 1990.

## Historique et conjectures
Sakir-Har règne sur une partie de la Basse-Égypte au cours de la Deuxième Période intermédiaire, peut-être au début du XVIe siècle avant notre ère.
Son nom Sakir-Har est seulement attesté par une inscription figurant sur un montant de porte trouvé lors des fouilles archéologiques de Tell el-Dab'a - anciennement Avaris - par Manfred Bietak dans les années 1990. Ce chambranle est actuellement au Caire sous le numéro de catalogue Cairo TD-8316, il porte le titre royal partiel de Sakir-Har à la manière de l'Égypte ancienne, montrant son nom de Nesout-bity et son nom d'Horus d'or, ainsi que son nom de Nesout-bity. Le montant de la porte indique :

« [Horus qui... ...], le possesseur des uræus Ouadjet et Nekhbet qui soumet les peuples de l'arc. Le Faucon d'or qui établit sa frontière. Le heka-khaouaset, Sakir-Har,. »

Cette inscription sur le chambranle montre que Sakir-Har est l'un des rois hyksôs de la XVe dynastie. Son successeur immédiat est peut-être le puissant dirigeant hyksôs, Khyan, s'il était le troisième roi hyksôs de cette dynastie, bien que la place précise de Sakir-Har au sein de cette dynastie ne soit pas encore établie avec certitude. Le nom Sakir-Har peut se traduire par « Récompense de Har », ou bien peut dériver de l'Amorite Sikru-Haddu signifiant « La mémoire de Hadad », auquel cas Sakir-Har peut avoir régné après Khyan et Yanassi et immédiatement avant Apophis Ier.
Le fait que Sakir-Har porte un titre égyptien ainsi que le titre de heka-khaouaset (Hyksôs) suggère que la dynastie à laquelle Sakir-Har appartient a peut-être délibérément pris ce titre pour elle-même, ce qui a déjà été proposé par des savants comme Donald Redford. Bietak partage cette opinion, il écrit que « bien que ce nouveau terme [heka-khaouaset] ait peut-être été appliqué à l'origine par les Égyptiens d'une manière désobligeante aux nouveaux dirigeants du pays, les dirigeants eux-mêmes employaient « Hyksôs » comme titre officiel de dirigeant ». La recherche a ensuite réfuté l'idée que les Égyptiens sont à l'origine de ce terme, et elle prouve en outre que le titre de heka-khaouaset, « Souverain des terres étrangères », a été inventé par les dirigeants hyksôs peut-être pour souligner leurs origines étrangères ou plus précisément leur affiliation amorrite.